# Juventus (Mainz)
Die katholische Schülervereinigung Juventus (von lateinisch iuventus ‚Jugend‘) in Mainz entstand 1890 als Ersatz für die nach 1866 von dem Jesuiten Adolf von Doß gegründete dortige Marianische Kongregation, die im Kulturkampf untergegangen war. Die Gruppe wurde ab 1905 durch den Wandervogel beeinflusst.
Der Mainzer Bischof Georg Heinrich Maria Kirstein übergab die Leitung am 15. August 1915 dem Mainzer Diözesanpriester Romano Guardini, der in seiner Gymnasialzeit selbst „Juvene“ gewesen war. Guardini widmete ihr unter anderem die programmatische Schrift Neue Jugend und katholischer Geist (Mainz 1920). Auch die Gemeinschaftliche Andacht zur Feier der heiligen Messe (ebenfalls 1920) stammt aus der Erfahrung der Arbeit mit den „Juvenen“.
Mitleiter wurde damals Adam Gottron für die Jüngeren.
Unter Guardinis Leitung schloss sich die 1912 in Mainz gegründete Quickborngruppe mit der Juventus zusammen. Umgekehrt nahmen einige „Juvenen“ 1919 am ersten Quickborntag auf Burg Rothenfels teil.
Bekannte Mitglieder waren unter anderen Alfred Schüler, Hanns Ruffin und Fritz Burgbacher.